# Powiat kozienicki

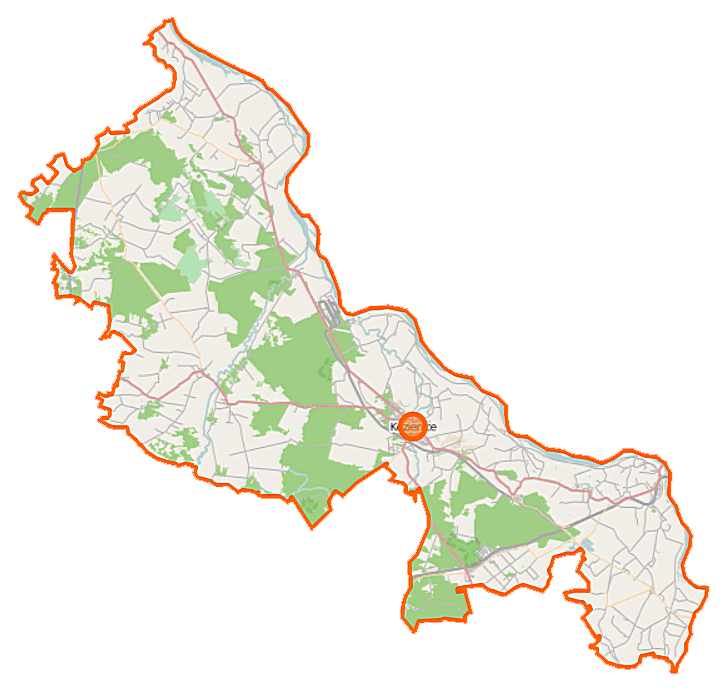
Mapa powiatu

Powiat kozienicki – powiat w Polsce (w południowo-wschodniej części województwa mazowieckiego), utworzony w 1999 roku w ramach reformy administracyjnej. Jego siedzibą jest miasto Kozienice.
W skład powiatu wchodzą:
- gminy miejsko-wiejskie: Głowaczów, Kozienice, Magnuszew
- gminy wiejskie: Garbatka Letnisko, Gniewoszów, Grabów nad Pilicą, Sieciechów
- miasta: Głowaczów, Kozienice, Magnuszew

W okresie II Rzeczypospolitej (1918-1939) powiat należał do Kielecczyzny.
Według danych z 31 grudnia 2019 roku powiat zamieszkiwało 59 997 osób. Natomiast według danych z 30 czerwca 2020 roku powiat zamieszkiwały 59 793 osoby.

## Demografia

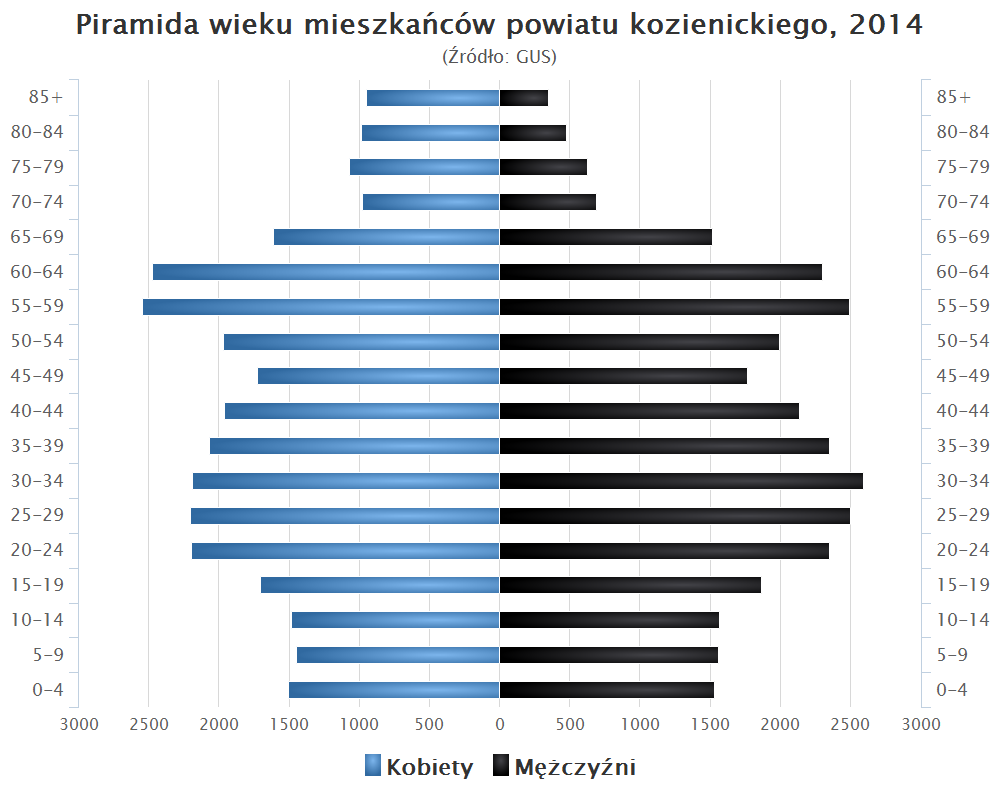
Piramida wieku mieszkańców powiatu kozienickiego w 2014 roku

Liczba ludności (dane z 31 grudnia 2005):
|        | Ogółem | Ogółem | Kobiety | Kobiety | Mężczyźni | Mężczyźni |
| osób   | %      | osób   | %       | osób    | %         |           |
| ------ | ------ | ------ | ------- | ------- | --------- | --------- |
| Ogółem | 61 768 | 100    | 31 162  | 50,45   | 30 606    | 49,55     |
| Miasto | 18 602 | 30,12  | 9598    | 15,54   | 9004      | 14,58     |
| Wieś   | 43 166 | 69,88  | 21 564  | 34,91   | 21 602    | 34,97     |

▶Wieś vs ▶miasto
Ogółem (▶k, ▶m)
Miasto (▶k, ▶m)
Wieś (▶k, ▶m)

## Starostowie kozieniccy
- Roman Wysocki (1999–2006) (SLD)
- Janusz Stąpór (2006–2014)
- Andrzej Jung (2014–2021)
- Krzysztof Wolski (od 2021)

## Sąsiednie powiaty
- powiat zwoleński
- powiat radomski
- powiat białobrzeski
- powiat grójecki
- powiat garwoliński
- powiat rycki (lubelskie)
- powiat puławski (lubelskie)